# شرطة الشعب الألمانية
شرطة الشعب الألمانية (بالألمانية: Deutsche Volkspolizei) وتختصر VoPo هي قوات الشرطة الوطنية في جمهورية ألمانيا الديمقراطية (ألمانيا الشرقية) 1945-1990. كانت شرطة الشعب وكالة مركزية للغاية مسؤولة عن إنفاذ القانون المدني في ألمانيا الشرقية، حيث حافظت على 257500 فرد في ذروتها. كان جزءًا من الأجهزة المسلحة لجمهورية ألمانيا الديمقراطية.

## التاريخ
تأسست فولكسبوليزي في يونيو 1945 عندما أنشأت الإدارة العسكرية السوفيتية في ألمانيا (SVAG) قوات شرطة مركزية في مناطق ألمانيا النازية التي احتلتها بعد الحرب العالمية الثانية، على الرغم من انتهاكها للاتفاقيات في مؤتمر يالطا ومؤتمر بوتسدام. وافقت الإدارة العسكرية السوفيتية في ألمانيا على تسليح قوات الشرطة المجتمعية في 31 أكتوبر 1945، لكنها ومع ذلك بقيت قوة غير مسلحة، وبحلول عام 1946 ضمت فولكسبوليزي حوالي 22000 فرد. واجهت قوة الشرطة العديد من التحديات في هذا الوقت: فقد قوضت نسبة الأفراد غير المدربين الذين تتراوح نسبته بين 65 و95٪ احترافيتها، ووصلت معدلات دوران الموظفين (استقالة الموظفين واسبدالهم بغيرهم) في البداية تصل إلى 50٪، مما أثر على استقرار القوى العاملة. بحلول عام 1948، زاد عدد أفراد فولكسبوليزي إلى حوالي 65000 عضو، ولكن لا تزال هناك مشكلات تتعلق بعدم الموثوقية السياسية وعدم كفاية الكفاءة المهنية، مما دفع إلى تطهير 10000 من القوة العاملة في عام 1949؛ ونتيجة لذلك، أصبح 86٪ من أعضائها الآن أعضاء في حزب الوحدة الاشتراكي الحاكم في ألمانيا. تمت الإشارة إليها رسميًا باسم دويتشه فولكسبوليزي («شرطة الشعب الألمانية») اعتبارًا من مايو 1949 وما بعده، أي قبل ثلاثة أشهر من تأسيس GDR.

## التنظيم

### الإدارة الرئيسية لفولكسبوليزي
مع تأسيس جمهورية ألمانيا الديمقراطية في عام 1949، كانت فولكسبوليزي تابعة لوزارة الداخلية. تم تقسيم فولكسبوليزي إلى مختلف الفروع والقوى المتخصصة:
- إدارة التحقيقات الجنائية (Hauptabteilung Kriminalpolizei)
- إدارة شرطة السكك الحديدية (Hauptabteilung Transportpolizei)
- إدارة التسجيل (Hauptabteilung Pass- und Meldewesen)
- إدارة شرطة المرور (Hauptabteilung Verkehrspolizei)
- إدارة الشرطة النظامية (Hauptabteilung Schutzpolizei)
- ادارة الاطفاء (Hauptabteilung Feuerwehr)

بالإضافة إلى هذه الوحدات، ضمت فولكسبوليزي أيضًا Kasernierte Volkspolizei شبه العسكرية (KVP ، الشرطة الشعبية في الثكنات)، والتي تم تشكيل الجيش الشعبي الوطني (NVA) في عام 1956. بعد ذلك، أصبحت فولكسبوليز-بيريتشافن الوحدة الرئيسية لمكافحة الشغب ومكافحة التمرد في جمهورية ألمانيا الديمقراطية.

### الأوامر الإقليمية
- مجلس (<a href="https://en.wikipedia.org/wiki/Presidium" rel="mw:ExtLink" data-linkid="121" class="cx-link" title="Presidium">Presidium</a>) برلين لشرطة الشعب (Präsidium der Volkspolizei)
  - ثمانية من مفتشي الشرطة (Volkspolizei-Inspektionen)
  - مفتش شرطة المياه (Wasserschutzpolizei-Inspektion)
- أربعة عشر أمرًا للمقاطعة - واحدة لكل مقاطعة ألمانية شرقية، باستثناء كيمنتس.
- قيادة منطقة فولكسبوليزي في Karl-Marx-Stadt (اليوم كيمنتس) لحماية المؤسسة الحكومية لWismut AG.

### قيادة
وزير الداخلية (Minister des Innern)
- كارل شتاينوف (1949-1952)
- فيلي ستوف (1952-1955)

رئيس فولكبوليزي الألماني (Chef der deutschen Volkspolizei)
- كورت فيشر (1949-1950)
- كارل مارون (1950–55)

وزير الداخلية ورئيس الشرطة الشعبية الألمانية (الوزير ديس إنيرن أوند شيف دير ديوتشين فولكسبوليزي)
- كارل مارون (1955-1963)
- فريدريش ديكل (1963-1989)
- لوثار أهرندت (1989)

## العضوية

دائرية مكافحة الشغب شبه العسكرية للسيارات

### القسم
اليمين الرسمية التي أقسم جميع ضباط فولكسبوليزي بها:
| الألمانية الأصلية | الترجمة الإنجليزية |
| --- | --- |
| Ich schwöre meinem sozialistischen Vaterland, der Deutschen Demokratischen Republik und ihrer Regierung allzeit treu ergeben zu sein, Dienst- und Staatsgeheimnisse zu wahren und die Gesetze und Weisungen genau einzuhalten. Ich werde unentwegt danach streben, gewissenhaft, ehrlich, mutig, diszipliniert und wachsam meine Dienstpflichten zu erfüllen. Ich schwöre, daß ich, ohne meine Kräfte zu schonen, auch unter Einsatz meines Lebens, die sozialistische Gesellschafts-, Staats- und Rechtsordnung, das sozialistische Eigentum, die Persönlichkeit, die Rechte und das persönliche Eigentum der Bürger vor verbrecherischen Anschlägen schützen werde. Sollte ich dennoch diesen meinen feierlichen Eid brechen, so möge mich die Strafe der Gesetze unserer Republik treffen. | أقسم على ذلك، أن أكون مخلصًا لوطني الاشتراكي، جمهورية ألمانيا الديمقراطية وحكومتها في جميع الأوقات، والحفاظ على الأسرار الرسمية والدولة، والامتثال الصارم للقوانين والتعليمات. سأبذل قصارى جهدي لتحقيق واجباتي الرسمية بضمير ونزاهة وشجاعة وبيقظة وانضباط. أقسم على ذلك، أنني، دون تحفظ، تحت وطأة حياتي، سأحمي النظام الاجتماعي والولائي والقانوني الاشتراكي والممتلكات الاشتراكية والشخصية وحقوق المواطنين وممتلكاتهم الشخصية من الهجمات الجسيمة. إذا كنت قد كسرت هذا، حلفاني الرسمي، فسوف أواجه العقوبة التي اقرتها قوانين جمهوريتنا. |

### الزي الرسمي
باستثناء Kasernierte Volkspolizei الذين أرتدو زيا اخضر رمادي وفقا لأسلوب الجيش الشعبي الوطني الألماني الشرقي، كانت جميع خدمات Volkspolizei ترتدي نفس الزي الأساسي المعتمد في عام 1956 عندما تم تأسيسها رسميًا. كان هناك أنواع مختلفة من الزي الرسمي التي تم ارتداؤها وفقًا للعمل أو الوضع الاجتماعي والتي تختلف في المواد المستخدمة في ملابس الصيف أو الشتاء. معظم الزي الرسمي كان ذو لون رمادي أخضر لكن شرطة النقل ارتدت الأزرق الداكن. تميزت نوعية القماش وملمسه في زي الضباط بشكل أفضل عن زي المجندين. 

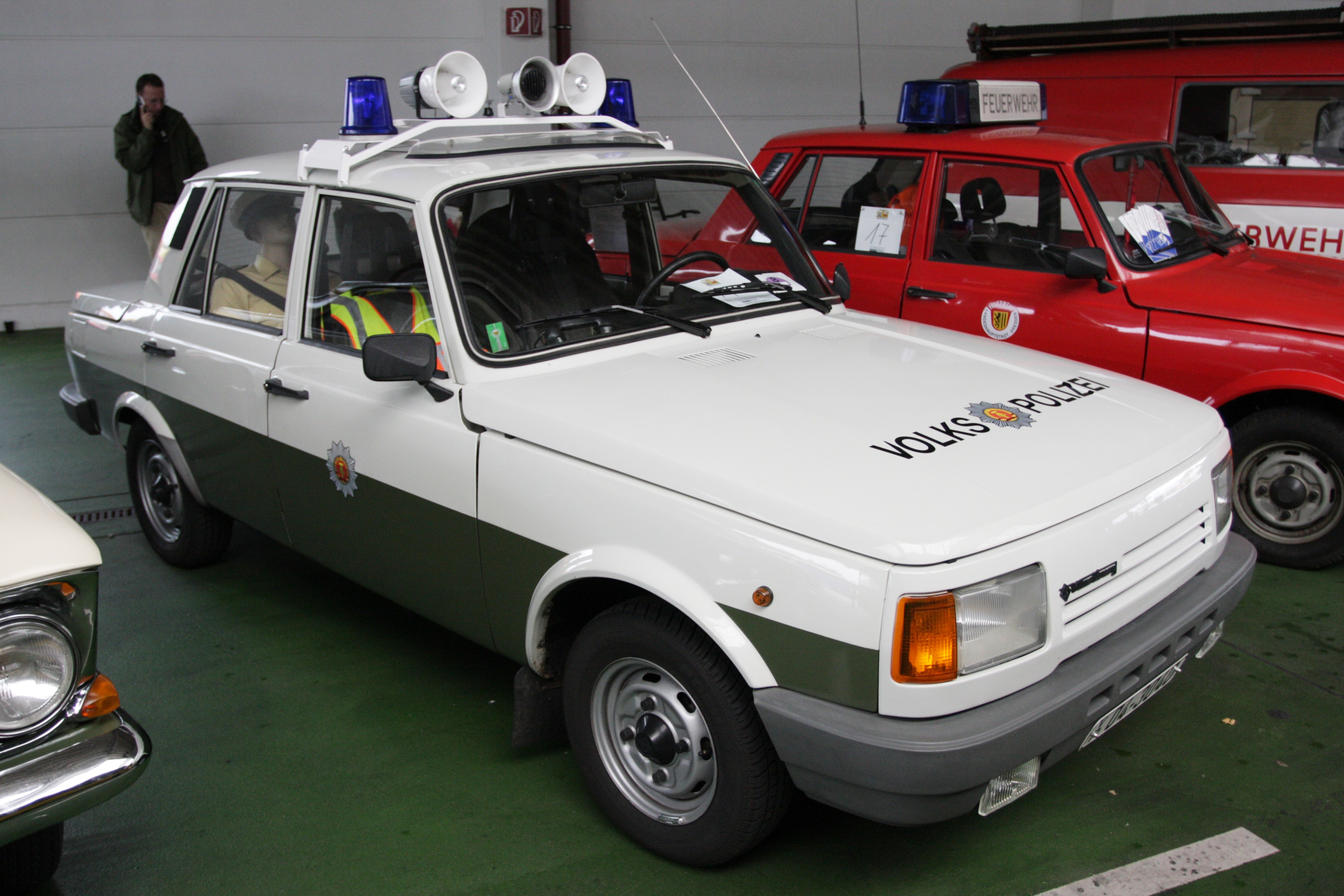
فولكسبوليزيا Wartburg
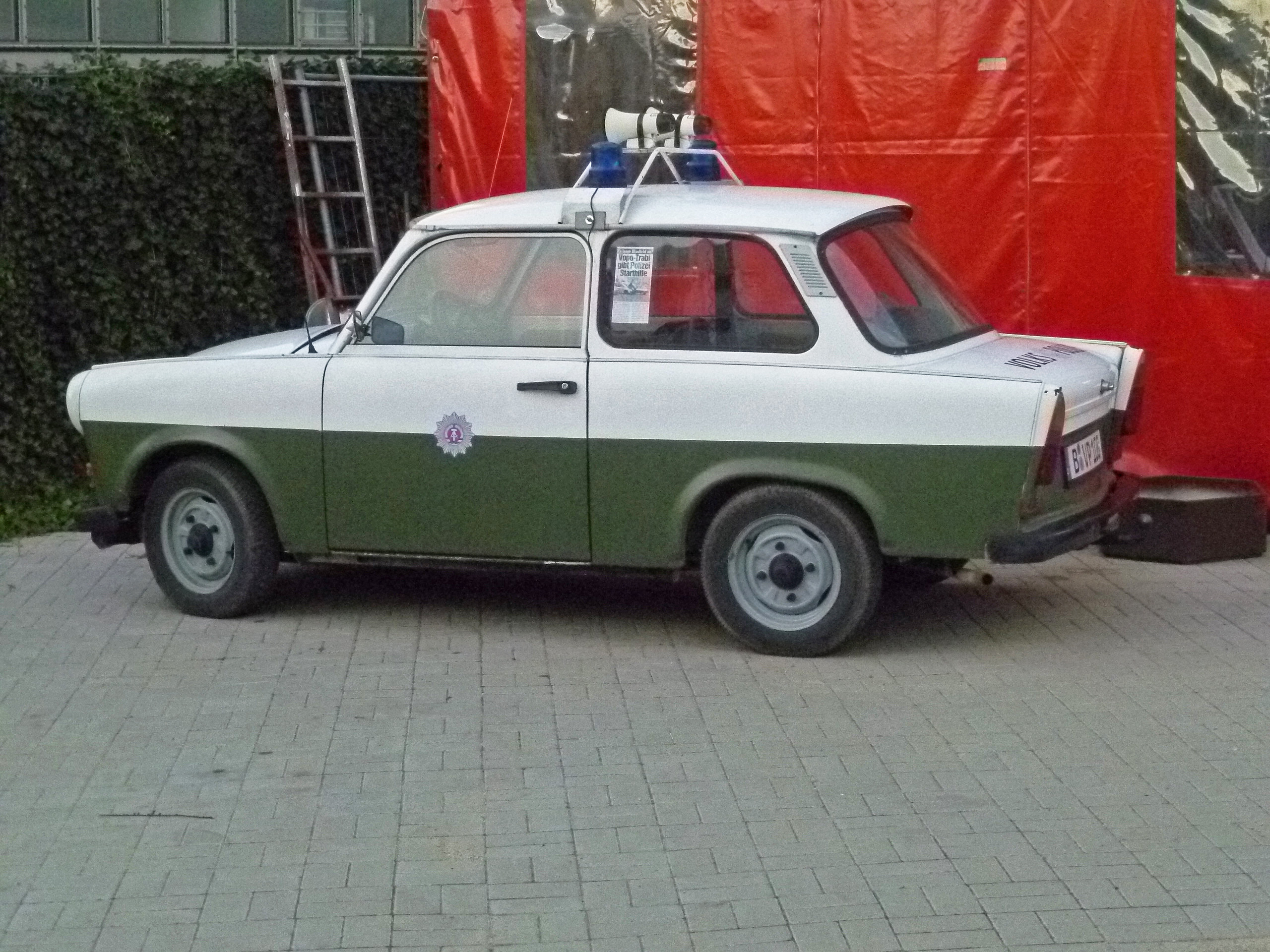
Volkspolizei ترابانت 601
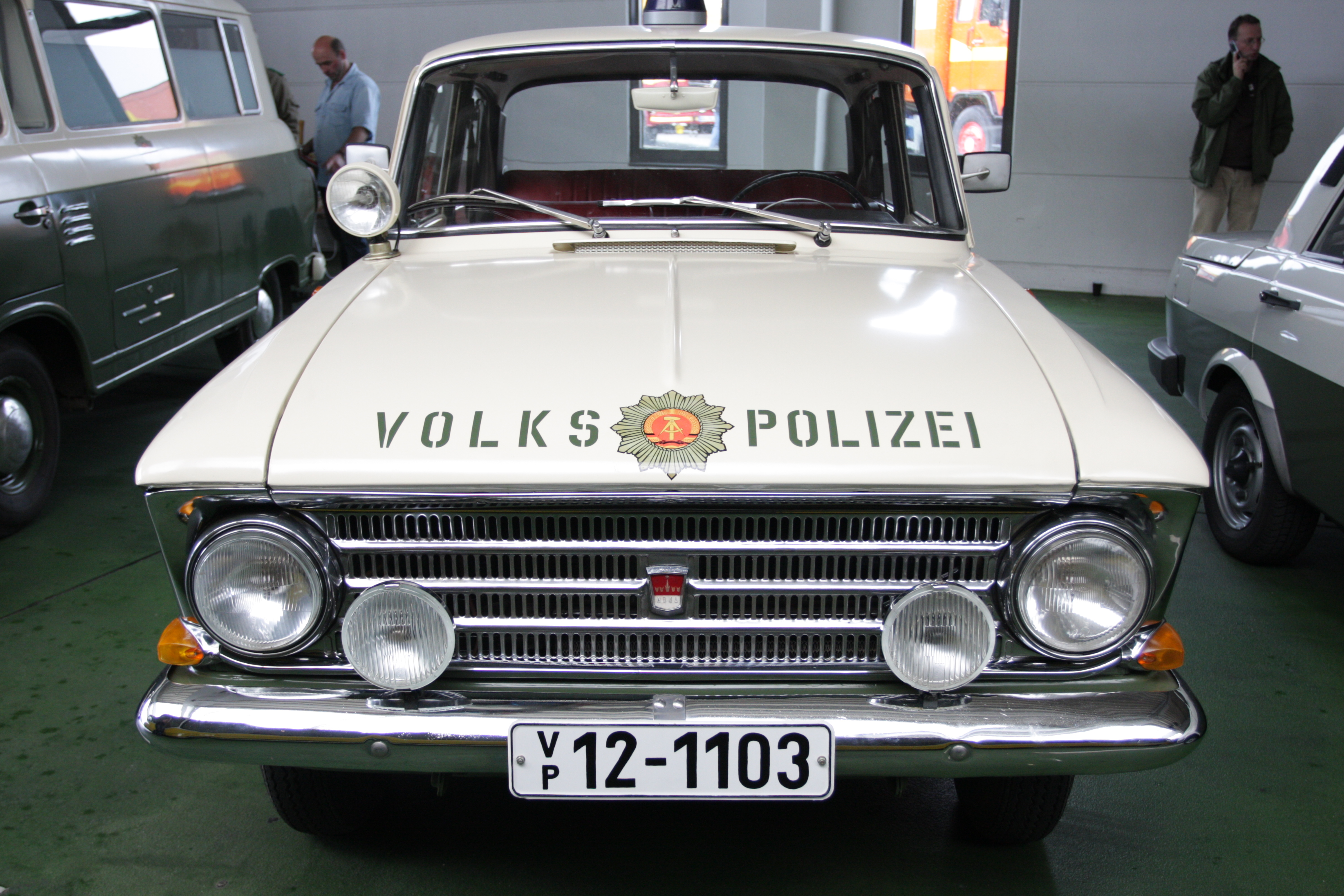
موسكفيتش 408  [لغات أخرى]‏
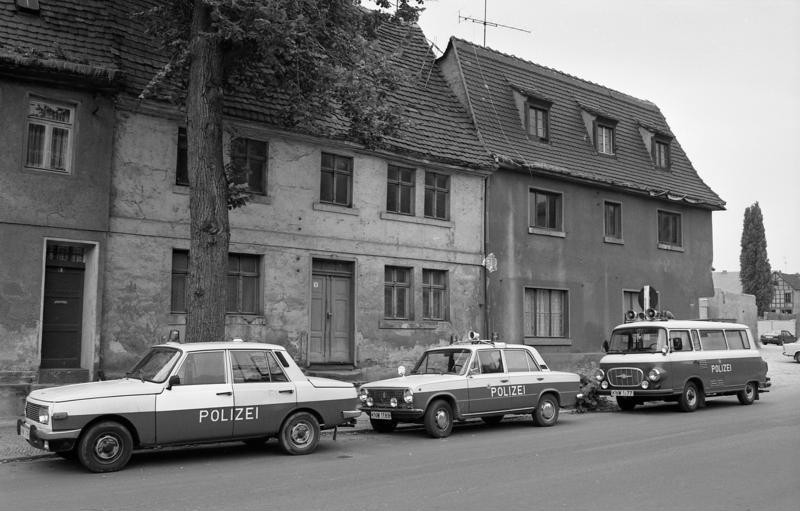
Wartburg 353 ولادا 2101 وBarkas (في علامات البوندسبولي )
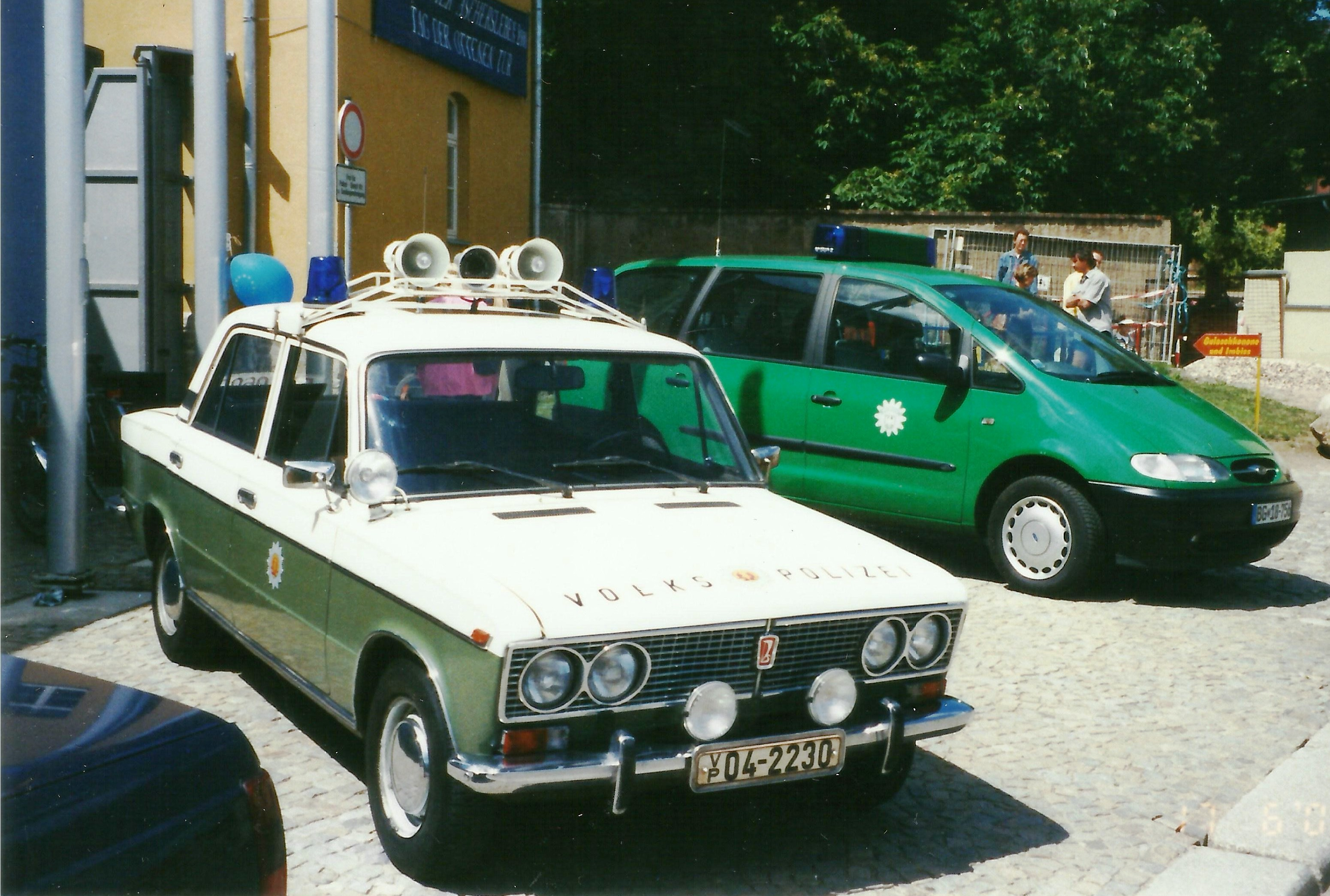
لادا 1500
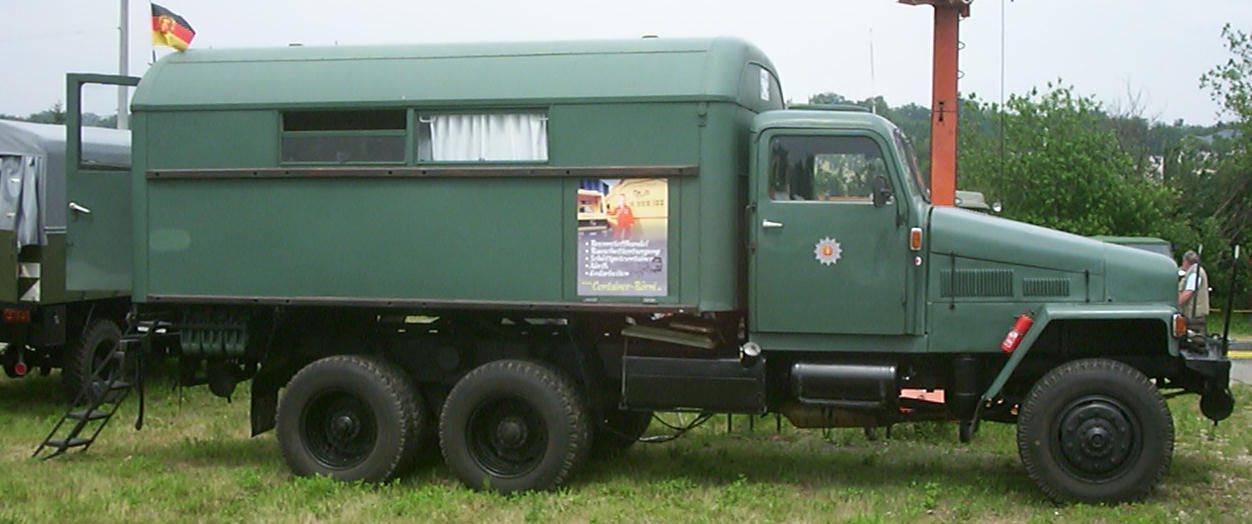
IFA G5 truckbus
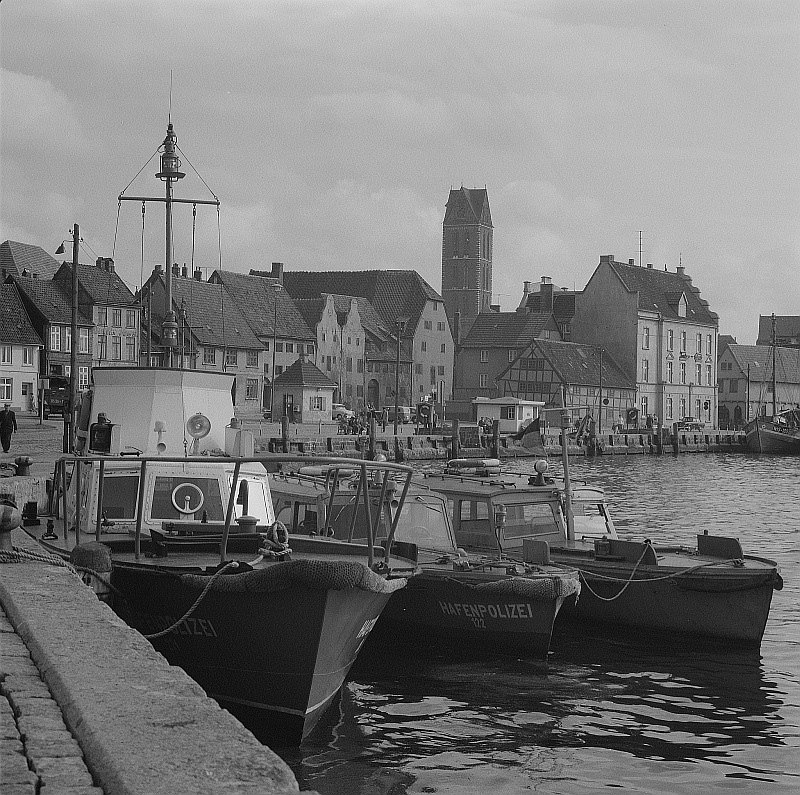
قوارب الشرطة
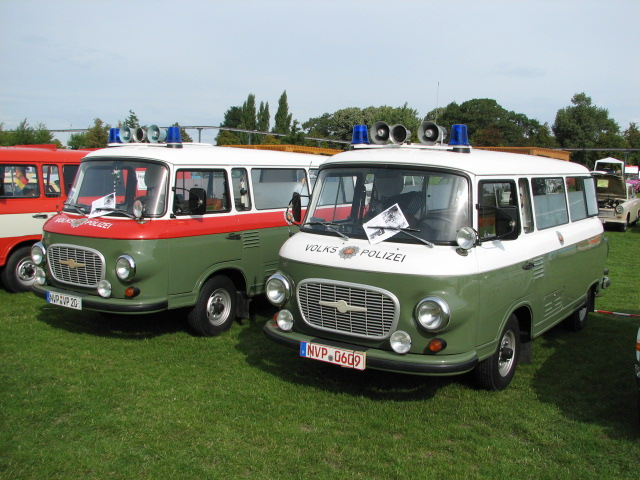
بركس ب 1000s  [لغات أخرى]‏
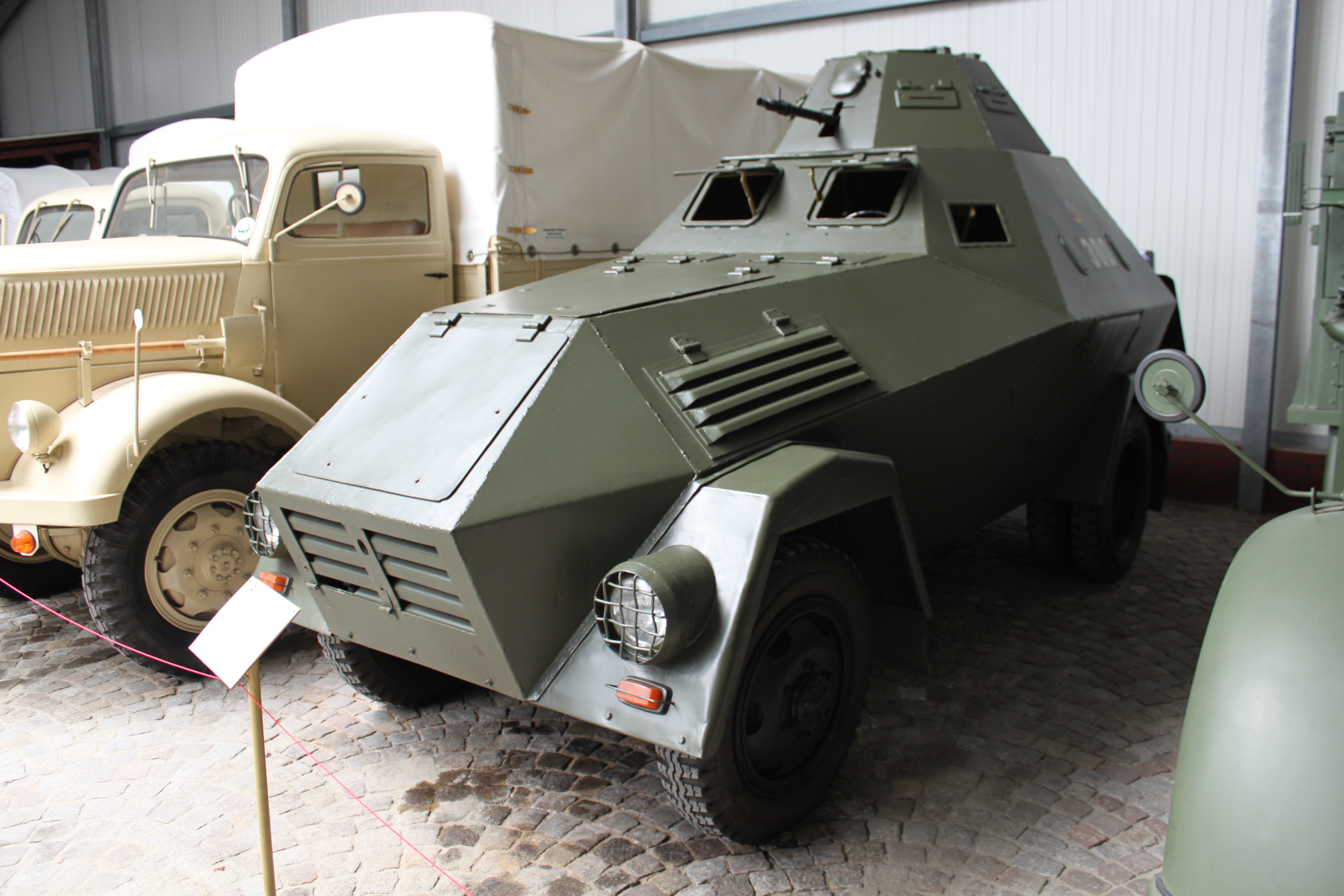
Garant 30k SK-1
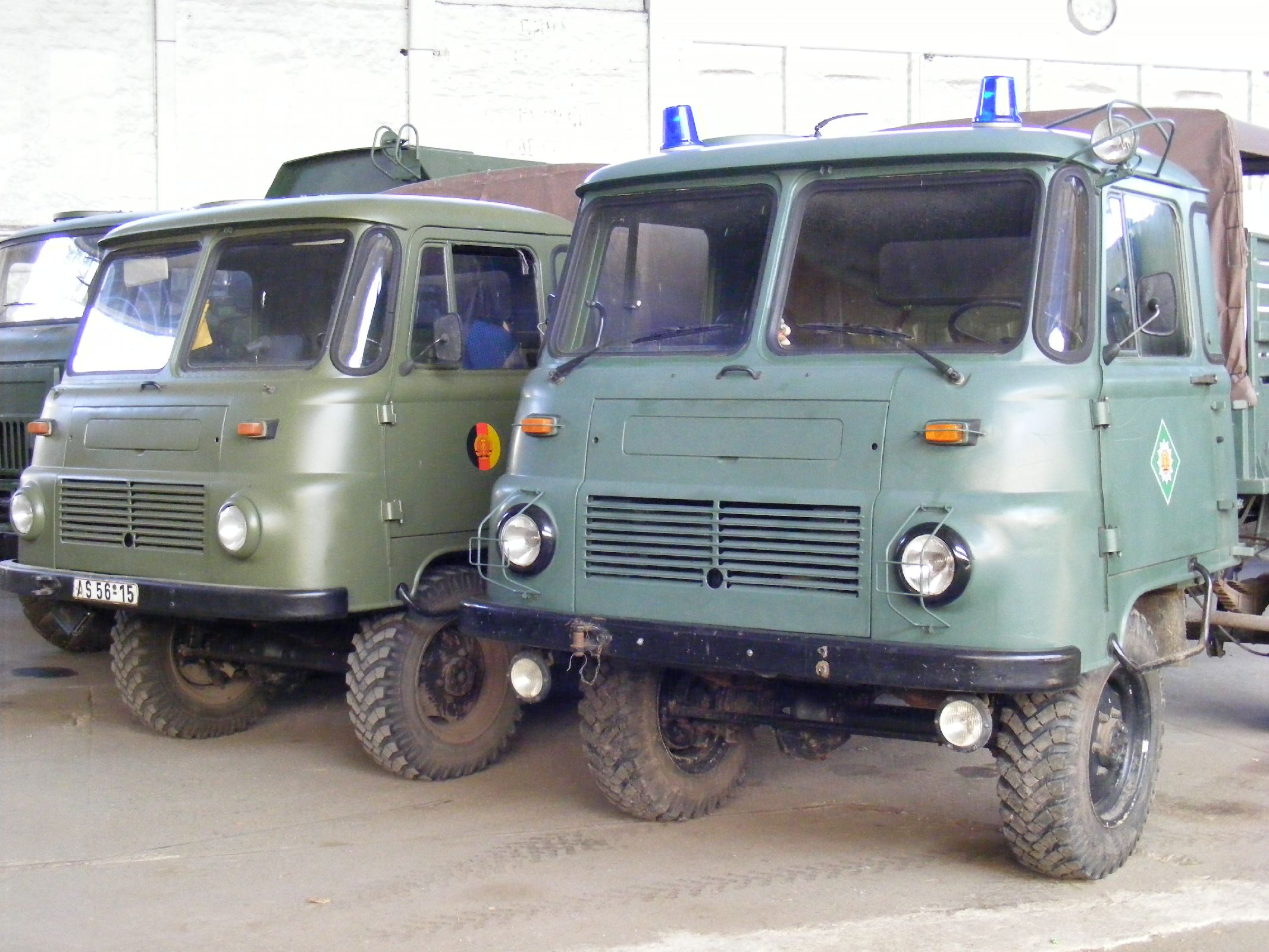
شاحنات Robur LO 2002
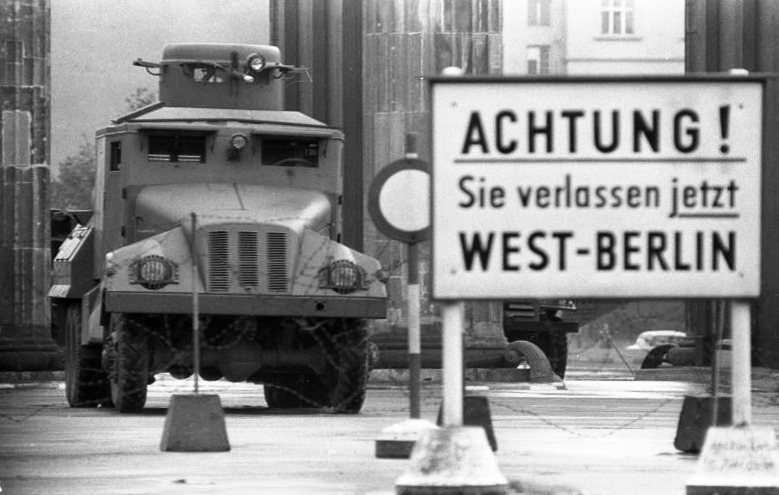
يقع مقر IFA G5 في SK-2 عند بوابة براندنبورغ أثناء بناء جدار برلين .